# Артерії мосту
Артерії мосту (або понтінні артерії) являють собою ряд дрібних судин, які відходять під прямим кутом з обох боків основної артерії й кровопостачають міст та сусідні відділи головного мозку . 
Разом із основною артерією, від котрої вони беруть свій початок, артерії мосту відносяться до т.зв вертебро-базилярного басейну

## Клінічне значення
Відповідно до даних клінічних досліджень інсульти мосту складають близько 53% інсультів стовбурової локалізації.  А частота інфаркта в ВББ (вертебро-базилярному басейні) займає друге місце (20%) після інфаркту в басейні средньої мозкової артерії й складає 10–14% в структурі всіх ішемічних інсультів.

## Дивитися також
- Основна артерія
- Вілізієве коло

## Додаткові зображення

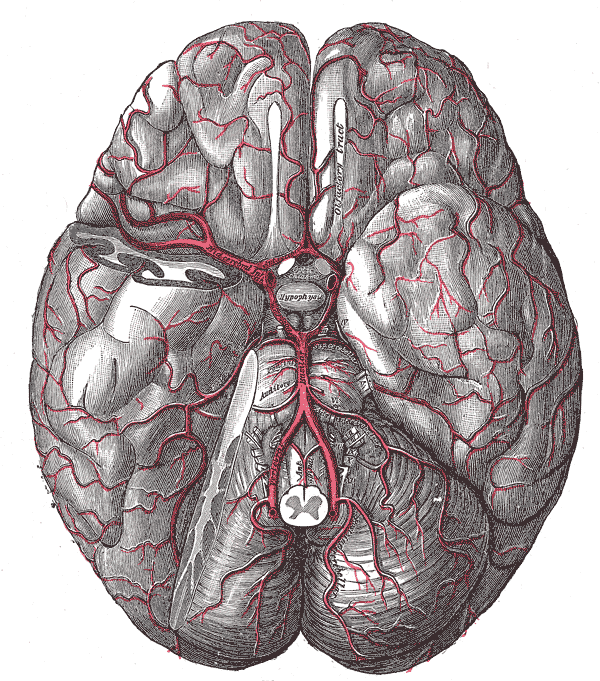
Артерії основи мозку.
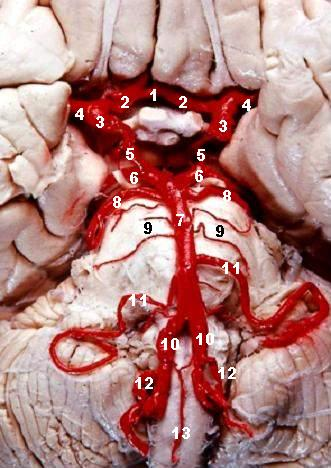
Кровопостачання стовбура мозку людини